# ضرغامة بن مالك التغلبي
ضرغامة بن مالك التغلبي هو من صحب الحسين بن علي، وأحد شهداء كربلاء.

## النسب
يُعرف بـ «التغلبي» نسبةً إلى بني تغلب. بنو تغلب قبيلة من أصل تغلب بن وائل بن قاسط.

## يوم عاشوراء
وفي يوم عاشوراء ، جرح وقتل بعض الأعداء أثناء المعركة. استُشهد في أول معركة يوم عاشوراء. ويقال أنه قال أثناء المعركة ما يلي: